# 富山県道350号堀岡新明神能町線
富山県道350号堀岡新明神能町線（とやまけんどう350ごう ほりおかしんみょうじんのうまちせん）は、富山県射水市から同県高岡市に至る一般県道である。

## 概要

### 路線データ
- 起点：富山県射水市堀岡新明神字西浜（「富山新港」西岸）
- 終点：富山県高岡市能町（国道415号・富山県道57号高岡環状線交点）
- 実延長：7,043m

## 沿革
- 1973年（昭和48年）3月31日 - 認定[1]
  - 起点：新湊市堀岡新明神
  - 終点：高岡市能町

## 通過する自治体
- 富山県
  - 射水市 - 高岡市

## 接続する道路
- （起点：射水市堀岡新明神字西浜、「富山新港」西岸）
- 富山県道240号新湊港線（射水市港町）
- 国道415号（新庄川橋（庄川本町交差点 - 庄西町交差点）で重複）
- 国道415号・富山県道57号高岡環状線・富山県道351号姫野能町線（終点：能町交差点）

## 周辺
- 万葉線新湊港線
  - 越ノ潟駅
  - 海王丸駅
  - 東新湊駅
  - 新町口駅
  - 第一イン新湊 クロスベイ前駅
  - 庄川口駅
  - 六渡寺駅
- 万葉線高岡軌道線
  - 六渡寺駅
  - 中伏木停留場
  - 吉久停留場
  - 新吉久停留場
  - 能町口停留場
- 射水市役所 新湊庁舎
- 射水市消防本部 新湊消防署
- 富山県立新湊高等学校
- 射水市立放生津小学校
- 射水市立新湊小学校
- 北國銀行 新湊支店
- 北陸銀行 新湊支店
- 富山銀行 新湊支店
- 北陸労働金庫 新湊支店
- 新湊信用金庫
  - 本店
  - 西部支店
- JAいみず野 新湊支店
- 射水新湊郵便局
- 新湊立町郵便局
- 新湊古新町郵便局
- 日本高周波鋼業 富山製造所
- JFEマテリアル 本社
- サンエツ金属 本社・高岡工場
- 新日本電工 北陸工場（電池材料製造部）
- 日本重化学工業 高岡事業所
- 中越パルプ工業 高岡本社・高岡工場
- カモン新湊ショッピングセンター
- シメノドラッグ 新湊店
- 高周波文化ホール（射水市新湊中央文化会館）
- 放生津八幡宮
- 富山新港
- 海王丸パーク
- 小矢部川